# Pórtico Margaritário
Pórtico Margaritário (em latim: Porticus Margaritaria) ou Pórtico Perolado (do latim margarita, pérola) era um pórtico (edifício comercial) da Roma Antiga localizado no Fórum Romano (segundo os catálogos conhecidos como Notitia et Curiosum) e utilizado pelos joalheiros da cidade. 

## Localização
Diversas inscrições, todas do início do período imperial, testemunham a presença de joalheiros e e dos margaritários (margaritarii) que tinham suas lojas na "de Sacra via"; por isto, acredita-se que o pórtico estava localizado na Via Sacra, provavelmente entre ela e a Via Nova, a leste da Casa das Vestais, onde foram encontradas fundações da época de Nero consistentes com um pórtico de acesso ao vestíbulo da Casa Dourada do imperador e que depois foi transformado num hórreo ("armazém"). Estes armazéns eram os hórreos de Vespasiano (Horrea Vespasiani), dos quais umas poucas estruturas ainda existem, que foram muito danificados pela construção das estruturas de sustentação dos Jardins Farnésios, que têm pouca relação com os hórreos e que sobreviveram também somente em alguns trechos de poucos metros.
Apesar de a maior parte do edifício ter sido transformado num hórreo, Rodolfo Lanciani acredita ser possível que pelo menos parte dele tenha sido transformado, em data posterior, no Pórtico Margaritário. Já Christian Hülsen, seguindo Jordanes, afirma que o pórtico ficava na fronteira da Região VIII, entre o Fórum Boário e o Fórum Holitório. Mais recentemente, outros autores defenderam que o pórtico estivesse localizado perto do Velabro. Panciera (1970), por exemplo, defende esta posição.
A favor da localização ao longo da Via Sacra era a presença na área dos Hórreos Piperatários, localizados ao norte da via, construídos por Domiciano e mais tarde demolidos para abrir espaço para a construção da Basílica de Maxêncio, onde eram comercializados outros tipos de mercadorias importados da Arábia e do Egito — pimenta e outras especiarias — e as escadas anulárias (scalae anulariae), a escadaria onde ficavam as lojas dos fabricantes de anéis que levava ao monte Palatino. A favor da localização no Velabro, Papi (2002) cita duas inscrições que parecem fazer referência à presença dos margaritários na região, mas ambas são de leitura extremamente dúbia.